# Lophodermium euryae
Lophodermium euryae är en svampart som beskrevs av Y.R. Lin & Y.F. He 2005. Lophodermium euryae ingår i släktet Lophodermium och familjen Rhytismataceae.   Inga underarter finns listade i Catalogue of Life.